# Хижа, Георгий Степанович
Гео́ргий Степа́нович Хижа́ (род. 2 мая 1938) — советский и российский хозяйственный деятель, Заместитель Председателя Правительства Российской Федерации (1992—1993), председатель Экспертного совета при Правительстве Российской Федерации.

## Биография
Родился 2 мая 1938 года в Ашхабаде Туркменской ССР.

### Образование
Окончил механико-машиностроительный факультет Ленинградского политехнического института имени М. И. Калинина, математико-механический факультет Ленинградского государственного университета имени А. А. Жданова, Академию народного хозяйства (АНХ) при Совете Министров СССР. Доктор технических наук, профессор Ленинградского электротехнического института имени В. И. Ульянова-Ленина, автор 20 изобретений и около 70 научных трудов.

### Трудовая деятельность
С 1961 года — инженер, старший инженер,ведущий инженер, начальник отдела конструкторского бюро, зам. главного инженера ОКБ ЭП, начальник ОКБ ЭП Научно-производственного объединения электронного приборостроения «Светлана».
С 1988 по 1991 год — генеральный директор НПО «Светлана». В 1989 году был избран президентом Ассоциации промышленных предприятий Ленинграда и Президентом Союза Ассоциаций города. С 1988 года был членом Ленинградского обкома КПСС.
Коллективом объединения был выдвинут кандидатом в народные депутаты СССР, но снял свою кандидатуру.
С 1989 по 1990 гг. был президентом «Промстройбанка» (г. Ленинград).
В 1990 году был избран депутатом Ленинградского городского Совета, был членом комиссии по экономической реформе.
С сентября 1991 года — председатель Комитета мэрии Санкт-Петербурга по экономическому развитию, председатель коллегии мэрии, заместитель мэра Санкт-Петербурга А. А. Собчака.
В своем интервью журналу «Собеседник» С. Е. Кургинян высказался о Хиже как о ленинградском промышленном гении, который за короткий срок сумел фактически стать главной экономической властью Ленинграда.
С мая 1992 года по июнь 1993 года — заместитель Председателя Правительства Российской Федерации, курировал вопросы развития промышленности, транспорта и связи. На заседаниях Правительства часто полемизировал с А. Чубайсом, отстаивая интересы крупной промышленности.
Осенью 1992 года Президент Российской Федерации Б. Н. Ельцин объявил чрезвычайное положение в двух областях южной России, в связи с резко обострившейся ситуацией на территории Северо-Осетинской ССР и Ингушской Республики. Георгий Хижа был назначен главой временной Администрации в зоне конфликта. Своими действиями способствовал быстрому прекращению осетино-ингушского противостояния  Пригородного района СО АССР при активном содействии Председателя Правительства РФ Е. Т. Гайдара .
В августе 1993 года возглавил Экспертный совет при Правительстве Российской Федерации. Был членом Правительственной научно-технической комиссии, Комиссии Правительства Российской Федерации по реализации соглашений о разделе продукции.
В декабре 2003 года вышел на пенсию.
Входил в оргкомитет Единого движения социал-демократии (1994), избирался членом правления Российской партии социальной демократии (1995).
Лауреат Государственной премии СССР.

## Семья и увлечения
Женат, имеет двух дочерей. Увлекается охотой, подводным плаванием.